# Les Assiégés
Pour les articles homonymes, voir The Pack.
Pour plus de détails, voir Fiche technique et Distribution.
Les Assiégés (The Pack) est un film d'horreur américain réalisé par Robert Clouse, sorti en 1977.

## Fiche technique
- Titre français : Les Assiégés[1]
- Titre original : The Pack
- Réalisation : Robert Clouse
- Scénario : Robert Clouse
- Musique : Lee Holdridge
- Société de production : Sequoia Pictures
- Pays de production :  États-Unis
- Langue originale : Anglais
- Genre : horreur
- Durée : 95 minutes
- Date de sortie : 
  - États-Unis : 1977
  - France : 8 novembre 1978[1]

## Distribution
- Joe Don Baker : Jerry
- Hope Alexander-Willis : Millie
- Richard B. Shull : Hardiman
- R. G. Armstrong : Cobb
- Ned Wertimer : Walker
- Richard O'Brien : Jim Dodge
- Bibi Besch : Marge Dodge
- Delos V. Smith Jr. : Mr. McMinnimee
- Paul Willson : Tommy Dodge
- Sherry E. DeBoer : Lois